# Edmund Cieczkiewicz
Edmund Cieczkiewicz (ur. 1 stycznia 1872 w Barszczowicach pod Lwowem, zm. 31 stycznia 1958 w Rytrze) – polski artysta malarz. 
Studiował w Akademii Sztuk Pięknych w Krakowie pod kierunkiem Jacka Malczewskiego. Po studiach zmuszony sytuacją rodzinną podjął pracę w kolejnictwie nie rezygnując z twórczości. Do roku 1914 pracował jako urzędnik kolejowy. Malował krajobrazy górskie, sceny rodzajowe, portrety. Powstały wówczas wielkich rozmiarów obrazy zdobiące do niedawna wnętrza dworców kolejowych w Tarnowie i Nowym Sączu. Mimo ogromnej ilości prac, nie był znany szerszemu ogółowi, ale pocztówki z reprodukcjami jego obrazów obiegły cały kraj i były znane także zagranicą. W latach 1948–1958 mieszkaniec Rytra. Mieszkał również w Wierchomli i Kamionce. Pochowany na cmentarzu w Rytrze.

## Upamiętnienie
- W Nowym Sączu uhonorowano artystę nazywając ulicę jego imieniem (z błędem - Ciećkiewicz)[1].
- 16. października 2016 została odsłonięta pamiątkowa tablica na Dworcu PKP w Nowym Sączu[2].